# 游集镇
尤集镇，是中华人民共和国安徽省宿州市灵璧县下辖的一个乡镇级行政单位。

## 行政区划
尤集镇下辖以下地区：
张桥村、张楼村、张东湖村、元宝刘村、尤东村、杨庄村、大康村、邱楼村、李楼村、九集村、解圩村、杜庄村、大章李村、尤西村、尤圩村和李场村。